# 1961년 대한민국의 영화 목록
다음은 1961년에 개봉됐던 대한민국의 영화 목록이다.

## 목록
- 《5인의 해병》
- 《8.15 전야》
- 《군도》
- 《금단의 문》
- 《내 몸에 손을 대지 마라》
- 《내 청춘에 한은 없다》
- 《당쟁비화》
- 《마부》
- 《바보 온달과 평강 공주》
- 《밤은 통곡한다》
- 《별의 고향》
- 《불효자》
- 《사랑방 손님과 어머니》
- 《상록수》
- 《서울의 지붕 밑》
- 《성춘향》
- 《심야의 고백》
- 《아버지》
- <악의꽃>감독:김용민, 이예춘,도금봉주연-스토리:생물학박사인 그는 원한을 풀기 위하여 오랜 연구 끝에 움직이는 악의 꽃을 연구해 내는데 성공한다. 악의 꽃은 그의 조종에 따라 사람의 피를 빨아 먹고 다시 꽃송이로 돌아가곤 한다. 그는 그 악의 꽃을 이용하여 원한을 푼다.
- 《양산도》
- 《어부들》
- 《에밀레종》
- 《오발탄》
- 《원술랑》
- 《이 순간을 위하여》
- 《이복 형제》
- 《일편단심》
- 《임꺽정》
- 《정부》
- 《정조》
- 《해바라기 가족》

## 참고 자료
- KOFIC 영화데이터베이스